# Shinya Yoshihara
Shinya Yoshihara (født 19. april 1978) er en tidligere japansk fodboldspiller.
Han har spillet for flere forskellige klubber i sin karriere, herunder Albirex Niigata og Kawasaki Frontale.